# Béja Nord (délégation)
Béja Nord est une délégation tunisienne dépendant du gouvernorat de Béja.
En 2014, elle compte 71 198 habitants dont 35 570 hommes et 35 628 femmes répartis dans 18 235 ménages et 20 584 logements.